# SNCAN
SNCAN (Société Nationale de Constructions Aéronautiques du Nord：北部航空機製造公社) は、かつてフランスに存在した航空機メーカーである。北を意味する"ノール" の略称でも知られる。
第二次世界大戦の直前、1936年にフランス政府が民間の航空機製造会社を国営化し、統合して6つの地域公社に再編した際に設立された国営企業で、SNCANはポテーズのメオルト工場およびサルトルーヴィル工場、ブレゲーのル・アーヴル工場、ミュロー、アミオを統合したものである。
第二次世界大戦後の1949年にはSNCAC（Société Nationale de Constructions Aéronautiques du Centre：中央航空機製造公社) を吸収統合し、1954年にはSFECMAS (la Société Française d’Etude et de Constructions de Matériel Aéronautiques Spéciaux) と合併してノール・アビアシオン (Nord-Aviation) となった。

## 機種
- ノール パングァン - 1944年に初飛行。メッサーシュミット Bf.108を改修した連絡機。250機製造。
- ノール ノラルファ - 1944年に初飛行。メッサーシュミット Me.208を改修した連絡機。200機製造。
- ノール ノレクリン - 1945年に初飛行。小型連絡機。
- ノール NC.850シリーズ（英語版） - 1947年に初飛行。2-4人乗りの民間向け軽飛行機。SNCACでの開発機種。
- ノール 1500 ノレクレール（英語版） - 1947年に初飛行。対潜水艦用の艦上急降下爆撃機。1機のみ試作。
- ノール 1700 ノレリック（英語版） - 1947年に初飛行。複座ヘリコプター。1機のみ試作。
- ノール 2100 ノラズール（英語版） - 1947年に初飛行。双発輸送機。1機のみ試作。
- ノール ノレラン（英語版） - 1948年に初飛行。小型練習機。3機のみ製造。
- ノール ノロイト（英語版） - 1949年に初飛行。フランス海軍向け水上偵察/救助機。29機製造。
- ノール 2200 - 1949年に初飛行。艦上ジェット戦闘機。1機のみ試作。
- ノール ノラトラ - 1949年に初飛行。双発双胴式の大型輸送機。425機製造。

これらのうち、量産機種はノール・アビアシオン時代にも継続して改良・生産が行われている。